# Saint-Vaast-en-Cambrésis
Saint-Vaast-en-Cambrésis är en kommun i departementet Nord i regionen Hauts-de-France i norra Frankrike. Kommunen ligger i kantonen Solesmes som tillhör arrondissementet Cambrai. År 2022 hade Saint-Vaast-en-Cambrésis 855 invånare.

## Befolkningsutveckling
Antalet invånare i kommunen Saint-Vaast-en-Cambrésis
| Referens: INSEE |